# ジュリアス・アルバート・クルーグ
ジュリアス・アルバート・クルーグ（英語: Julius Albert Krug、1907年11月3日 - 1970年3月26日）は、アメリカ合衆国の政治家、技術者、実業家。1946年3月から1949年12月まで同国の第33代内務長官であった。

## 生涯
1907年11月3日にウィスコンシン州マディソンに誕生した。ウィスコンシン大学マディソン校を卒業した後は、テネシー川流域開発公社の主任パワー・エンジニアを務めた。1941年に生産管理局の動力部門主任に昇進し、1942年1月に同局は軍需生産委員会となった。そして1943年に戦時公益事業局長官に昇進した。
1944年4月に海軍に入隊し、同年8月から1945年11月まで戦時生産委員会の議長を務めた。1946年2月26日にハロルド・L・イケスの後任の内務長官としてトルーマン大統領から指名を受け、3月18日に就任した。この時に製材業者らがワシントン州内の広大な森林を伐採しようとした時、これに反対した。そして全米炭鉱労働組合による全国規模のストライキを終結させる為、ジョン・L・ルイスや鉱山所有者らとの間の交渉を主導したが、不首尾に終わった。
1949年12月に内務長官を辞任した後、公益事業コンサルタントに転じた。またブルックサイド・ミルズ社の重役会の議長として勤務し、テネシー州ノックスヴィルでヴォランティア・アスファルト社を共同で設立した。
1970年3月26日にテネシー州ノックスヴィルにて62歳で死去し、遺体はアーリントン国立墓地に埋葬された。

## 家族
1926年3月にマーガレット・キャサリン・ディーンと結婚し、2人の子女が誕生した。マーガレットとクルーグは幼馴染であった。